# Ikariam
Ikariam je multiplayerová realtime strategie německé společnosti Gameforge AG, uvedená v roce 2008. Jedná se o tzv. webovou hru, která je naprogramovaná v jazyce PHP. Je inspirována částečně počítačovou hrou Civilization a částečně další webovou hrou Travian. Hráči staví a vylepšují budovy, rozšiřují svá města, obchodují, provádějí výzkum, diplomaticky jednají a válčí.
Hráč po bezplatném zaregistrování dostane vesnici na malém ostrově a musí ji rozvíjet tak, aby udržel v rovnováze populační a ekonomickou stránku. Ze začátku hráč může stavět pouze některé budovy, mj. také Akademii, ve které lze provádět výzkumy nezbytné ke stavbě dalších budov, vojáků a lodí. Hlavní suroviny na stavbu většiny budov jsou dřevo a mramor, ve hře se ještě používá krystalické sklo (potřebné např. na rozšiřování akademií), síra (potřebná např. na stavbu válečných lodí a výcvik vojáků) a víno (potřebné pro udržení nálady ve městech). Suroviny se těží v dole, v lese nebo na vinici, které jsou společné pro všechny hráče daného ostrova; je potřeba přispívat dřevem na jejich rozšíření, každým rozšířením vzrůstá jejich kapacita. Finance slouží pro údržbu měst, stavbu obchodních lodí, u kterých není potřeba dřevo, ale právě jen zlato. Dále jistý obnos stojí bojové jednotky a pokud hráč obchoduje na trhu se surovinami, tak i zde je zlato nezbytné. Obchodovat lze také výměnou jisté suroviny za jinou, záleží na dohodě mezi hráči. Dále se ve hře vyskytují ambrósie, dostupné pouze za zaplacení nebo v tutoriálu verze 0.4.1. Hráč díky nim může využívat různé bonusy, např. zvětšení kapacity skladů apod.

## Budovy
Budov je v Ikariamu velká spousta. Některé např. zvyšují produkci surovin, jiné snižují jejich spotřebu. Nejčastěji potřebné suroviny jsou dřevo a mramor.

### Budovy bez potřeby jakéhokoliv výzkumu
- Hlavní budova – budova, kterou má hráč již od založení účtu, příp. kolonie. Zvyšuje kapacitu města a jeho vzhled.
- Akademie – v akademii se zaměstnávají vědci, kteří produkují jistý počet výzkumných bodů za hodinu. Velikost akademie určuje počet vědců, které je možné zaměstnat.
- Kasárny – v kasárnách se trénují jednotky pro boj. Čím větší jsou kasárny, tím rychlejší je trénink jednotek a je možné trénovat více jednotek, to však ovlivňuje i výzkum.
- Obchodní přístav – pomocí obchodního přístavu je možné transportovat zboží do jiných měst nebo kolonií. Přístavy vyšší úrovně zvyšují rychlost nakládání zboží v tomto přístavu.
- Městská zeď – městská zeď chrání město před drancováním.

### Budovy spotřebou dokončení nějakého výzkumu
- Sklad – sklad slouží k ukládání surovin. Úroveň skladu určuje jak počet uskladovatelných surovin, tak i počet surovin, které nemohou být cizím útokem odcizeny (tzv. nedrancovatelné suroviny).
- Hostinec – hostinec zvyšuje náladu ve městě už svou úrovní. V hostinci se navíc může servírovat víno, které zvyšuje náladu ve městě 5× více než svou úrovní.
- Palác – po postavení paláce můžete kolonizovat nějaké místo na libovolném ostrově. Pomocí paláce také můžete okupovat nějaká cizí města. Úroveň paláce = počet možných kolonií; úroveň paláce = počet měst, která můžete okupovat − 1.
- Guvernérova rezidence – tato budova se staví v koloniích pro snížení korupce. Pro „zničení“ korupce musí být na úrovni paláce.
- Loděnice – v loděnici se staví bojové lodě. Větší úroveň loděnice umožňuje rychlejší stavění lodí a počet možných lodí ke stavění, to však z části ovlivňuje i výzkum.
- Tržiště – pomocí tržiště lze kupovat nebo prodávat suroviny za zlato. Hráči také mohou po dokončení určitého výzkumu uzavřít obchodní dohody, které jim umožní rezervovat si zboží na prodej, resp. koupi. Úroveň tržiště určuje kapacitu zboží pro prodej a vzdálenost, na kterou je možno obchodovat (jednotkou je ostrov; každá lichá úroveň = o 1 větší vzdálenost).
- Muzeum – muzeum zvyšuje spokojenost ve městě, a to už svou úrovní. Hráči po ukončení výzkumu mohou mezi sebou uzavřít kulturní dohody, které každému přidají jeden exponát do muzea, a které zvýší spokojenost. Úroveň muzea zvyšuje počet možných kulturních dohod.
- Ambasáda – ambasáda umožňuje vstup do aliance, zvyšuje počet diplomatických bodů (potřebných např. na obchodní dohody) a od 3. úrovně umožňuje založit vlastní alianci.
- Dílna – v dílně se vylepšují věci pro vojáky ve třech úrovních: bronz, železo, ocel jako vylepšení zbraní a kožené, zesílené kožené a zdobené kožené oděvy jako vylepšení oděvu; pro lodě bronzová, železná a ocelová zbraň a přepážka z bronzu, železa a oceli. Vyšší úrovně umožňují výzkum pro více jednotek, resp. lodí.
- Úkryt – v úkrytu se vycvičují špehové, kteří mohou vniknout do měst cizích hráčů. Úroveň úkrytu = max. počet najmutelných špehů. Hráč může špeha odhalit (v tomto případě mohou být někteří špehové pochytání), může dojít k neúspěchu, ale nedojde k odhalení nebo mise bude úspěšná. Špehů na misi může být vysláno hned několik pro zvýšení šance úspěchu. Špehům mohou pomoct „volavky“, které odlákávají pozornost. Špehové mohou vyšpehovat důležité údaje:
  - počet surovin ve městě
  - počet jednotek ve městě
  - pohyb flotil
  - stav výzkumu
  - online stav
  - výměnu zpráv s jinými hráči
- Halda – halda zvyšuje možné uskladnitelné suroviny. Je 4× větší, než sklad, ale není chráněna před drancováním.
- Pirátská pevnost - v pirátské pevnosti se pirátská posádka vysílá na přepadení, za které získává pirátské body. Hráči si mohou navzájem přepadávat pirátské pevnosti a zvítězí ten, kdo má vyšší posádku. Pirátské body lze přeměnit na posádku, se kterou můžete přepadat ostatní nebo bránit svou pevnost. Na konci každého konaného pirátského kola dostane prvních 50 hráčů v hodnocení jako odměnu suroviny.

#### Budovy, které snižují náklady
- Truhlárna – truhlárna snižuje náklady dřeva na stavbu budov, výcvik jednotek a stavbu lodí ve městě, ve kterém je postavena, o 1 % za každou úroveň.
- Optik – optik snižuje náklady krystalického skla na stavbu budov (pouze chrám, palác, guvernérova rezidence, halda, akademie), výcvik jednotek (pouze doktor), stavbu lodí (pouze ponorka), experimenty a vylepšení ve městě, ve kterém je postaven, o 1 % za každou úroveň.
- Zkušebna ohňostroje – zkušebna ohňostroje snižuje náklady síry na stavbu budov (pouze palác, guvernérova rezidence, halda), výcvik jednotek a stavbu lodí ve městě, ve kterém je postavena, o 1 % za každou úroveň.
- Pracovna architekta – pracovna architekta snižuje náklady mramoru pouze na stavbu budov ve městě, ve kterém je postavena, o 1 % za každou úroveň.
- Vinný sklep – vinný sklep snižuje náklady vína na stavbu budov (pouze palác a guvernérova rezidence), výcvik jednotek (pouze kuchař) a servírování vína v hostinci ve městě, ve kterém je postaven o 1 % za každou úroveň.

Pro tyto budovy je společná nejvyšší úroveň – 32.

#### Budovy, které zvyšují produkci
- Hájovna – hájovna zvyšuje produkci dřeva ve městě, ve kterém je postavena, o 2 % za každou úroveň.
- Sklárna – sklárna zvyšuje produkci krystalického skla ve městě, ve kterém je postavena, o 2 % za každou úroveň.
- Věž alchymisty – věž alchymisty zvyšuje produkci síry ve městě, ve kterém je postavena, o 2 % za každou úroveň.
- Kameník – kameník zvyšuje produkci mramoru ve městě, ve kterém je postaven, o 2 % za každou úroveň.
- Vinařství – vinařství zvyšuje produkci vína ve městě, ve kterém je postaveno, o 2 % za každou úroveň.

Pro tyto budovy společná nejvyšší úroveň – 32.

## Náboženství
Ve hře je také náboženství – na každém ostrově je jeden zázrak, kterému hráči přispívají všemi surovinami, kromě dřeva a druhé suroviny, která je na ostrově dostupná (je-li dostupná síra, hráči přispívají vínem, krystalickým sklem a mramorem). Zázrak může působit jako pomoc při boji nebo při nakládání lodí. Podmínkou k aktivaci je, že na ostrově musí být dostatek kněží v chrámech hráčů. Zázrak má určitou dobu působení a dobu odpočtu pro možné znovu použití pro toho hráče, který ho aktivoval.

## Servery
Hru lze u české verze v současné době hrát na šesti světech, každý z nich je pojmenován dle písmena řecké abecedy (Alfa, Beta, My, Ny, Sigma, Tau).

## Válčení

### Útoky
Hráč má několik možností, jak zaútočit. Hráč může:
- Drancovat město – zaútočit na město, a v případě výhry si odnést suroviny, které byly mimo bezpečnou hranici skladů a vešly se do jeho vyslaných obchodních lodí.
- Bránit město – umístit do něj své jednotky, které město budou bránit před případnými útoky (a to i cizí).
- Okupovat město (obsadit) – po dokončení výzkumu guvernér může hráč využít město jako svou základnu. Ve městě sice bude možné trénovat jednotky, ale s dvojnásobnými náklady. Z města nemohou být podnikány žádné útoky, kromě vzbouření se. Hráči ze stejné aliance, jako je okupant, mohou také město využít jako svou základnu. Pro město existuje jedna výhoda – v případě návratu z drancování okupované město obdrží 10 % z vydrancovaných surovin.
- Zablokovat přístav – hráč umístí do města lodě, a ty budou po určitou dobu blokovat přístav. Žádné lodě nemohou vyplout, ani připlout, připlouvající lodě budou otočeny zpět, kromě lodí aliance, které je blokující hráč členem.
- Bránit přístav – hráč umístí do města lodě, a ty budou po určitou dobu bránit vstup do přístavu.

### Jednotky
V kasárnách lze trénovat jednotky, každá má jiné vlastnosti a náklady (jednotky jsou seřazeny podle dostupnosti ve výzkumu, v případě shody podle potřebné úrovně kasáren):
- kopiník – nejslabší jednotka určená pro boj zblízka, jako zbraň užívá kopí;
- střelec s prakem – jednotka určená pro boj na větší vzdálenost, jako hlavní zbraň užívá prak, v případě, že mu dojde munice, má v záloze dýku pro boj zblízka;
- hoplit – těžší jednotka pro boj zblízka, jako zbraň užívá kopí;
- šermíř – jednotka pro boj zblízka s menším brněním, jako zbraň užívá meč;
- beranidlo – jednotka, která je určená na probíjení městských hradeb, jako hlavní zbraň užívá kmen strom, pro boj s jednotkami má posádka krátký meč;
- lučištník – jednotka pro boj na větší vzdálenost, jako hlavní zbraň užívá luk, v případě, že mu dojde munice, má v záloze krátký meč;
- katapult – jednotka určená pro „drcení“ městských hradeb, jako hlavní zbraň užívá obrovské kameny, v případě, že mu dojde munice, má obsluha v záloze dýku;
- kuchař – kuchař je podpora vojska, na konci kola zvýší morálku o tolik procent, kolik jich je ve hře, jako zbraň užívá sekáček na maso;
- doktor – doktoři jsou podpora vojska, která ho do jisté míry léčí, jako zbraň užívá skalpel;
- střelec – jednotka pro boj na větší vzdálenost, jako hlavní zbraň užívá hákovnici, v případě, že mu dojde munice, má v záloze bajonet;
- gyrokoptéra – jednotka určená na ničení jednotek stejné třídy, střílí z kuší, ale nemá záložní zbraň;
- parní obr – velmi těžká jednotka určená pro boj zblízka, jako zbraň užívá parní oštěp;
- dělo – jednotka určená na „drcení“ nepřátelských hradeb, jako zbraň užívá minometný granát, v případě, že mu dojdou náboje, má obsluha v záloze dýku;
- balónový bombardér – jednotka určená pro bombardování nepřátelských linií, jako zbraň užívá bomby, ale nemá zbraň záložní.

### Bojový systém
Hra má unikátní bojový systém, je v něm několik pozic; je důležité mít dost jednotek na jejich obsazení:
1. hlavní linie
2. křídla
3. střelecká bitevní linie
4. dělostřelectvo
5. letectvo
6. podpora (doktoři a kuchaři; je velice důležitá a má značný vliv na děj bitvy)